# Csalitjáró pocok
A csalitjáró pocok (Microtus agrestis) az emlősök (Mammalia) osztályának rágcsálók (Rodentia) rendjébe, ezen belül a hörcsögfélék (Cricetidae) családjába tartozó faj.

## Előfordulása
A csalitjáró pocok csaknem egész Európában (messze Ázsia belsejéig), szinte minden élőhelyen megtaláljuk. Magyarországon a Dunántúl déli és délnyugati felében él. Leggyakrabban kertekben, szántóföldeken, parkszerű tájakon, sűrű sövényekben, valamint vizek közelében, nedves réteken, mély fekvésű mezőgazdasági területeken, nyirkos erdőkben fordul elő.

## Megjelenése

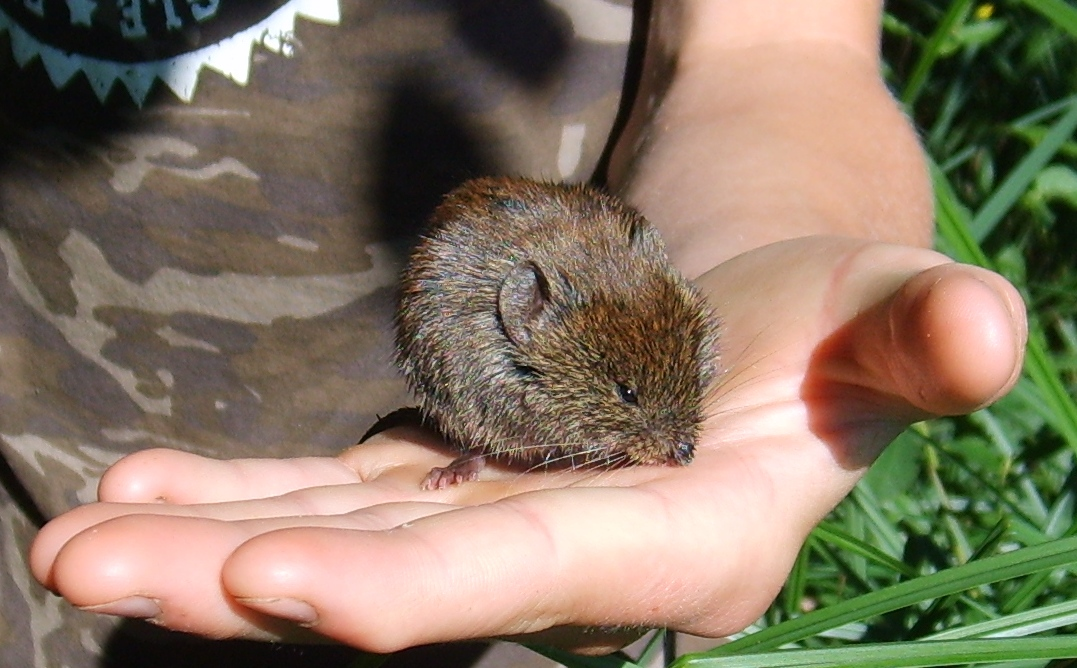
Sötétebb és hosszabb szőrű bundája, megkülönbözteti a mezei pocoktól

A csalitjáró pocok feje és teste együttesen 9,5-13 centiméter, farka 2,7-3,5 centiméter hosszú, testtömege 20-45 gramm. Bundája sötétebb és hosszabb szőrű, mint a mezei pocoké (Microtus arvalis). Fülkagylóit csak felső részükön borítják hosszú, lazán álló szőrök, belül azonban csupaszok.

## Életmódja
A csalitjáró pocok föld alatti járatrendszert készít, sűrű növényzet védelmében. A táplálékkínálattól és a hőmérséklettől függően nappal és éjszaka egyaránt tevékeny. A járatok lakókatlanba és éléskamrákba torkollnak. Területhatárait gyakran ürülékkupacokkal és jellegzetes, megrágott fűszálakkal jelöli. A csalitjáró pocok tápláléka füvek, gyökerek, télen a fák kérgét is fogyasztja.

## Szaporodása
A nőstény évente kétszer-háromszor 5-7, néha több kölyköt is fial. Populációdinamikája 3-4 éves ciklusokat követ.